# Abolish Work
"Abolish Work" är  en låt av det svenska garagerockbandet The (International) Noise Conspiracy från 2000. Låten utgavs också som singel samma år på Black Mask Collective och inkluderas även, liksom singelns två övriga spår, på samlingsalbumet The First Conspiracy (1999).

## Låtlista
A
1. "The First Cospiracy"

B
1. "Abolish Work"
2. "A New Language"

### Fotnoter
1. ↑  ”Abolish Work”. Discogs.com. http://www.discogs.com/International-Noise-Conspiracy-Abolish-Work/release/2291278. Läst 19 april 2012.